# Adam Straith
John Adam Straith (* 11. September 1990 in Surrey) ist ein ehemaliger kanadischer Fußballspieler. 

## Karriere
Straith gehörte seit 2007 zum Residency-Team der Vancouver Whitecaps, einem Nachwuchsteam, das in der USL Premier Development League seinen Spielbetrieb hat. Über die Kontakte von Thomas Niendorf, dem Cheftrainer des Residency-Programms, der bereits mehrfach kanadische Nachwuchsspieler an deutsche Profiklubs vermittelte, kam Straith mit einigen anderen Kanadiern 2008 zu Energie Cottbus, nachdem er bereits 2007 zum Probetraining beim TSV 1860 München war. In seinem Leihjahr absolvierte Straith neben Einsätzen in der A-Junioren-Bundesliga auch 14 Partien für die 2. Mannschaft in der Regionalliga Nord. Im Sommer 2009 zog Cottbus die Kaufoption und verpflichtete den Youngster für eine unbekannte Ablösesumme.
Zu seinem ersten Profieinsatz kam der kanadische Juniorennationalspieler am 10. Spieltag der Saison 2009/10, als er kurz vor Spielende gegen den FC St. Pauli eingewechselt wurde. Obwohl gelernter Innenverteidiger, spielte Straith bei Cottbus meist auf der Rechtsverteidigerposition. Sein erstes Tor in der 2. Bundesliga gelang ihm am 29. November 2009 beim 3:0-Sieg gegen Rot-Weiß Oberhausen. Der Verteidiger stand beim deutschen Klub Energie Cottbus unter Vertrag. Am 30. Januar 2012 wechselte Straith bis zum 30. Mai desselben Jahres auf Leihbasis zum 1. FC Saarbrücken. Am 26. Juni 2012 gab Energie Cottbus die Auflösung des Vertrags mit Straith bekannt. Daraufhin wechselte er zur Saison 2012/13 fest zum FC Saarbrücken. Dort wurde sein Vertrag im Sommer 2013 nicht mehr verlängert.
Im August 2013 gab der SV Wehen Wiesbaden bekannt, Straith bis 30. Juni 2014 verpflichtet zu haben. Im Sommer 2014 verließ Straith die Nassauer, nachdem er bereits in der Rückrunde 2013/14 keine Rolle mehr gespielt hatte und deswegen auch nicht mit ins Wintertraingslager genommen worden war.
Im Sommer 2017 stand Straith nach drei Jahren im Ausland wieder in Deutschland unter Vertrag, er spielte für den Drittligisten Sportfreunde Lotte, bei dem er rasch zum Stammspieler und schließlich sogar Kapitän wurde. Mit der Mannschaft stieg er am Ende der Drittligasaison 2018/19 in die Regionalliga West ab. Als Konsequenz daraus unterschrieb der Kanadier im Nachgang einen Zweijahresvertrag mit Hansa Rostock.
In der Hansestadt gab Straith unter Hansa-Trainer Jens Härtel am 1. Spieltag der 3. Fußball-Liga 2019/20 gegen die Sportfreunde Lotte sein Startelfdebüt. Im Laufe der Spielzeit erhielt er letztlich nur noch acht weitere Einsätze im Ligabetrieb und wurde mit Hansa Tabellensechster. Dreimal spielte er zudem im Lübzer-Pils-Cup, welcher schließlich auch gewonnen werden konnte. Kurz nach Beginn der Saison 2020/21 löste er seinen laufenden Kontrakt in Rostock auf. Der Innenverteidiger, der insgesamt 12 Pflichtspiele für die Kogge absolvierte, verließ den FC Hansa in Richtung Heimat und kehrte nach Kanada zurück.

### Nationalmannschaften
Straith gehörte seit 2006 regelmäßig zum Aufgebot kanadischer Juniorenauswahlen, verpasste aber sowohl mit der U17 als auch mit der U20 die Qualifikation für die jeweilige WM-Endrunde. Am 24. Mai 2010 gab der 20-jährige Verteidiger sein Debüt in der A-Nationalmannschaft seines Heimatlandes, als er bei der klaren 0:5-Niederlage gegen Argentinien in der 81. Spielminute für den erfahrenen Routinier Richard Hastings auf den Platz kam. Bis 2017 kam er in insgesamt 43 Länderspielen zum Einsatz, unter anderem beim CONCACAF Gold Cup 2015.

## Erfolge
- Landespokalsieger Mecklenburg-Vorpommern: 2020 (mit Hansa Rostock)